# Provincia de Lào Cai
Lào Cai es una provincia del noreste de Vietnam.

## Administración
Lào Cai está compuesta por una ciudad (Lào Cai) y ocho distritos:
- Bắc Hà
- Bảo Thắng
- Bảo Yên
- Bát Xát
- Mường Khương
- Sa Pa
- Si Ma Cai
- Văn Bàn

## Geografía
La provincia de Lào Cai se encuentra al norte del país. Limita con las provincias de Hà Giang, Yên Bái, Sơn La y Lai Châu, así como con la provincia de Yunnan en la República Popular China.
Lào Cai es una zona montañosa. En el noroeste de la provincia se encuentra el Phan Xi Păng (a.k.a. Fansipan), la montaña más alta de Vietnam. La provincia está dividida por el río Rojo, el más importante del norte del país, que fluye desde China hacia la capital, Hanói. Gran parte de la provincia es boscosa. La temperatura suele ser de entre 18° y 28°, aunque las tierras bajas tienden a sufrir menos variación que las zonas más montañosas.

## Economía
Como muchas provincias norteñas, Lào Cai es una de las más pobres de. El producto interior bruto per cápita se calcula alrededor de los US$185. Las actividades económicas tradicionales como la agricultura siguen siendo importantes, pero la provincia intenta atraer inversiones extranjeras a la zona. El comercio fronterizo con China es también una fuente de ingresos, así como el turismo de montaña.

## Demografía
La población de la provincia de Lào Cai incluye un número de grupos étnicos entre los que destacan los Hmong, los Tay y los Dao.